# Ounianga
Jezera Ounianga (francouzsky Lacs d'Ounianga) je oblast s 18 bezodtokovými jezery a okolními bažinami, která byla v roce 2012 zapsána na Seznam světového dědictví UNESCO. Je tam zachováno unikátní dědictví vlhké minulosti Sahary.

## Situace
Samotná oblast „Jezera Ounianga“ má rozlohu 62 808 ha a přiléhá k ní ještě ochranná zóna 4869 ha. Leží v saharské poušti na severovýchodě Čadu v regionu Ennedi. Je to rozsáhlá, nevysoko položená písčitá plošina jižně od pohoří Tibesti s horkým a výrazně suchým, pouštním klimatem, vyznačuje se průměrnými ročními srážkami menšími než 25 mm. Nachází se na území, které bylo ještě asi před 10 000 léty zalito vodou a přibližně před 5000 léty začalo vysychat, v současnosti tam je v nejchladnějším měsíci lednu průměrná teplota 30 °C a nejvyšší letní teploty tam dosahují 47 °C.
Ochranná zóna oblasti zahrnuje vesnici Ounianga Kebir (Velký Ounianga), druhá menší vesnice Ounianga Serir (Malý Ounianga, cca 1000 obyvatel) se nachází uvnitř chráněné oblasti.

## Jezera
Těchto 18, v písčitém podzemí propojených jezer, s celkovou vodní plochou asi 20 km² je rozděleno do dvou skupin pojmenovaných podle blízkých vesnic:
- Ounianga Kebir - se skládá ze sedmi různě slaných jezer, z nichž největší Yoa se rozkládá na ploše 3,6 km², je 26 m hluboké a v jeho slané vodě žijí pouze řasy a některé mikroorganismy. Další jezera skupiny jsou Bever, Forodom, Katam, Midji, Motro a Oma.

- Ounianga Serir - vzdálená od první 45 až 60 km, je tvořeno čtrnácti, většinou sladkovodními jezery, oddělenými od sebe navátými písečnými dunami. Pravděpodobně bylo v minulosti jediné a silný severovýchodní vítr, vanoucí po sedm měsíců v roce, ho postupně rozdělil. Největší z nich je prostřední, slanovodní Teli s plochou 4,4 km² a největší hloubkou ani ne 10 m. Další jezera jsou Ahoita, Ardjou, Boukkou, Daléyala, Dirke, Djiara, Élimé, Hogo, Melekui a Obrom. Vodní hladiny těchto jezer, až na slané Teli, jsou pokryté plovoucím rákosím snižujícím vypařování vody, žijí v nich ryby a jiní vodní živočichové.

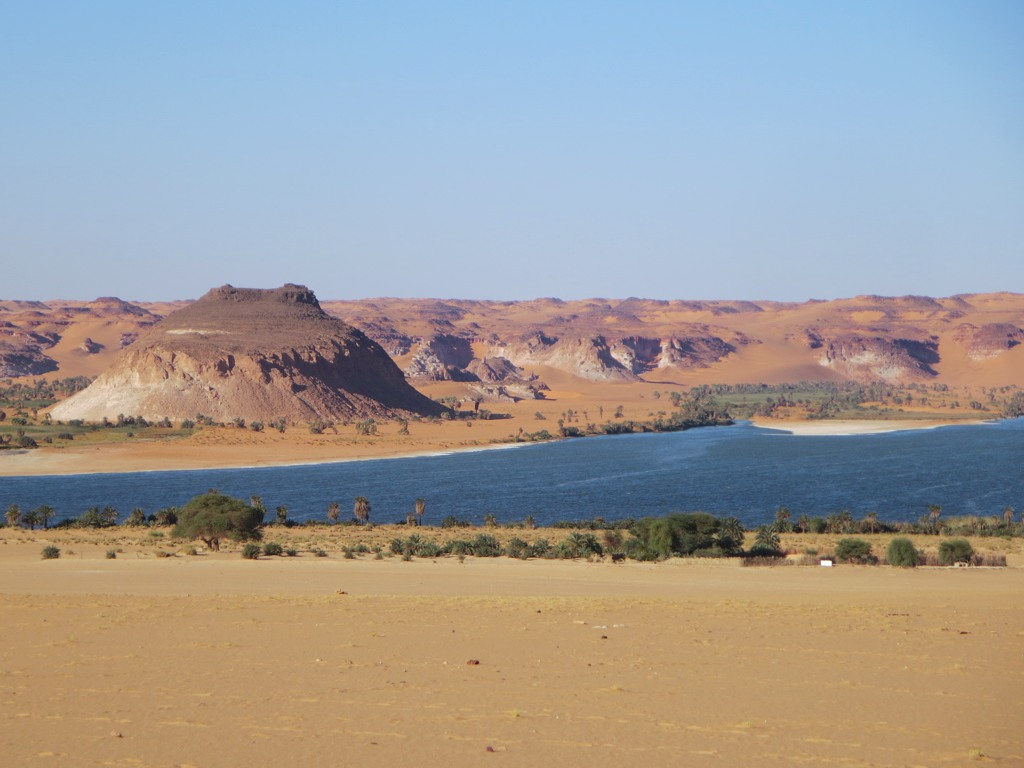
Jezero Teli (2015)

Jezera nemají žádný přítok a přesto je výška hladiny vody v jezerech, až na mírné sezónní výkyvy, stabilní. Odpařená voda (u jezera „Teli“ činí až 6 m vodního sloupce ročně) je kompenzována přítokem podzemní vody. V okolí jezer jsou nevelké mokřiny, které umožňují v blízkosti vyrůstat palmám a domorodcům obhospodařovat drobná políčka.
Nejméně 10 tisíc a snad i více roků jsou staré zvodně v oblasti Ounianga, do kterých tehdy vsáklo obrovské množství vody. Ojedinělým hydrogeologickým systémem jsou z nich, i přes značný odpar vody, neustále jezera doplňována.

## Historie
Pravděpodobně dramatické změny v zemského klimatu ukončily nejen poslední dobu ledovou, ale způsobily i částečný odklon monzunů. Dešťové mraky byly vytlačeny více do rovníkových oblastí Afriky a na dosud vlhká území Sahary se z jihu rozšířily savany a s nimi i Homo sapiens. Oblast se stala jedním ze středisek rozvoje lidské populace, jak o tom svědčí skalní malby v nyní zcela pustých jeskyních pohoří Tibesti. Asi před 5000 léty monzuny poklesly natolik, že se oblast přeměnila v poušť nevhodnou k životu. Obyvatelstvo z oblasti Ounianga se pravděpodobně přesunulo na jihozápad do tehdy úrodného Sahelu a na východ k Nilu, kde asi napomohlo v pokroku civilizaci Starého Egypta.

## Galerie

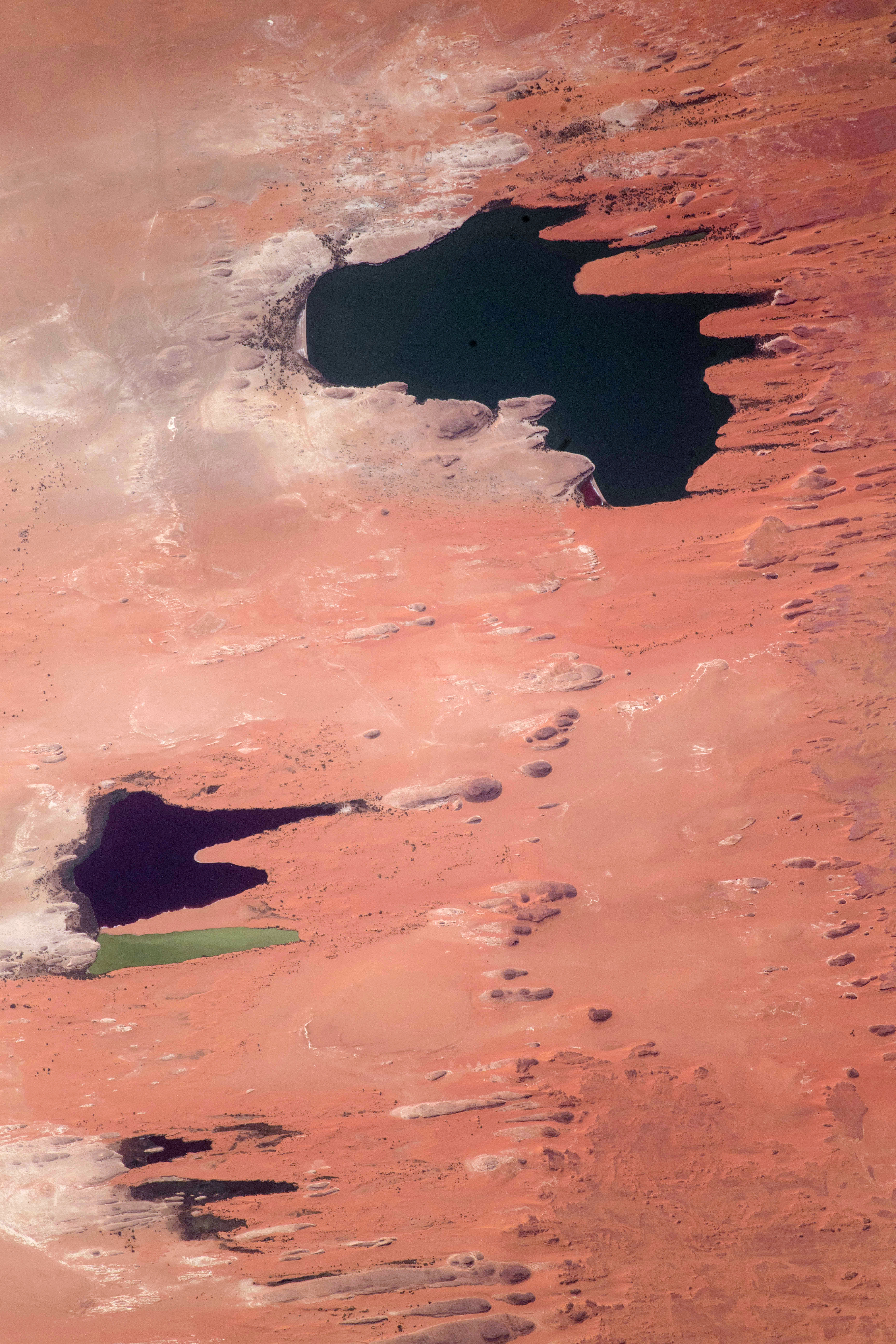
Ounianga Kebir z ISS (2018)
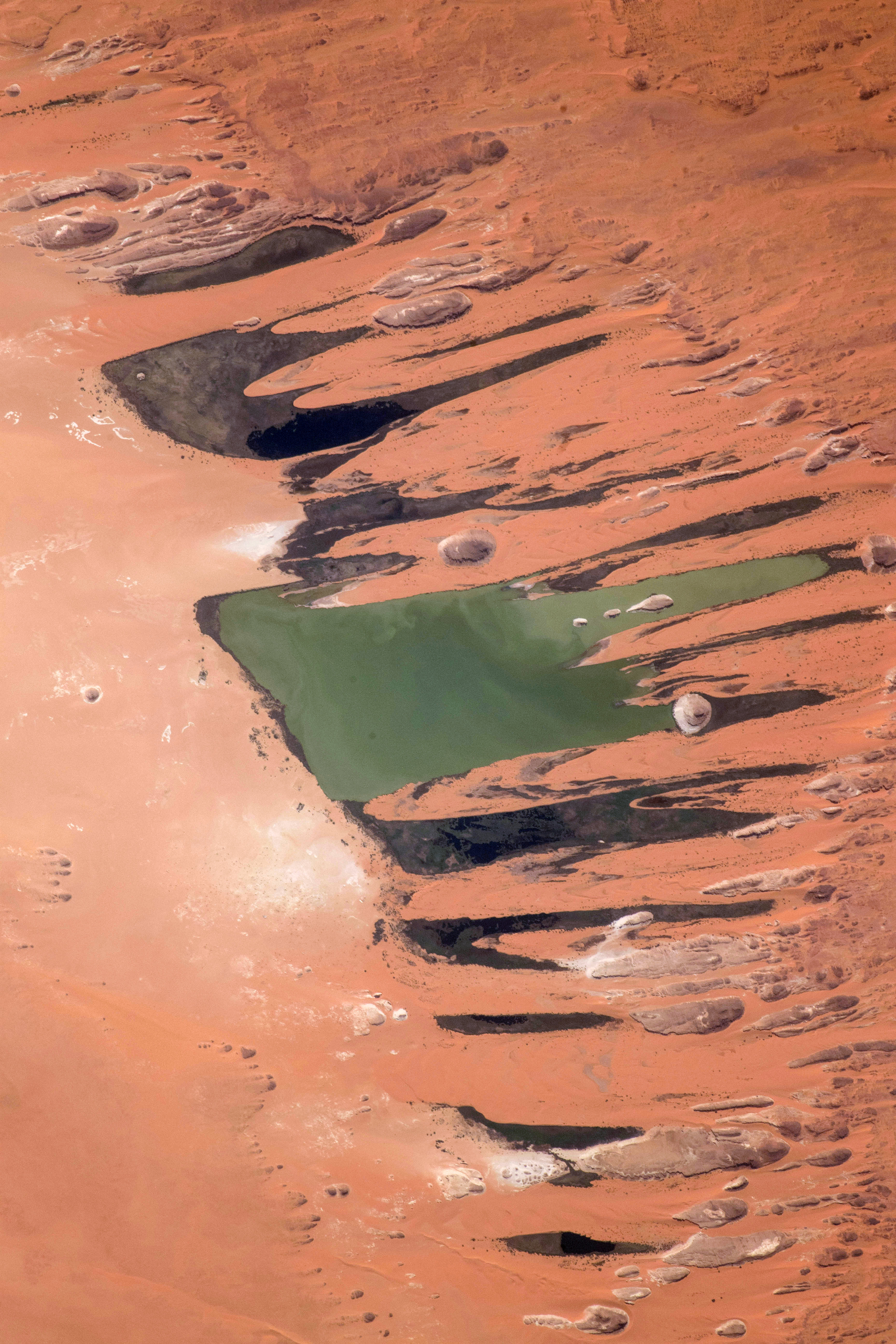
Ounianga Serir z ISS (2018)
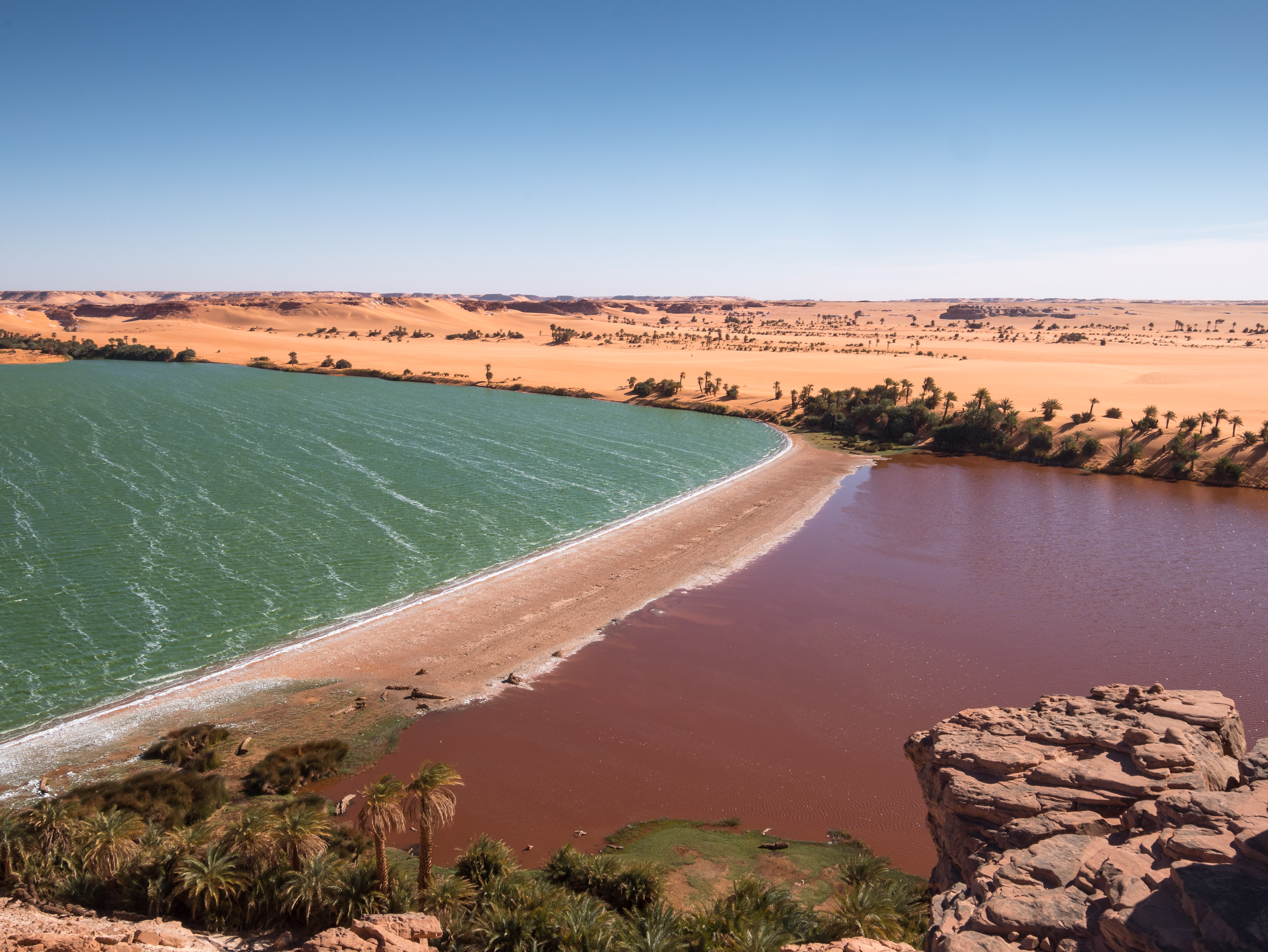
Jezero Yoa (2018)
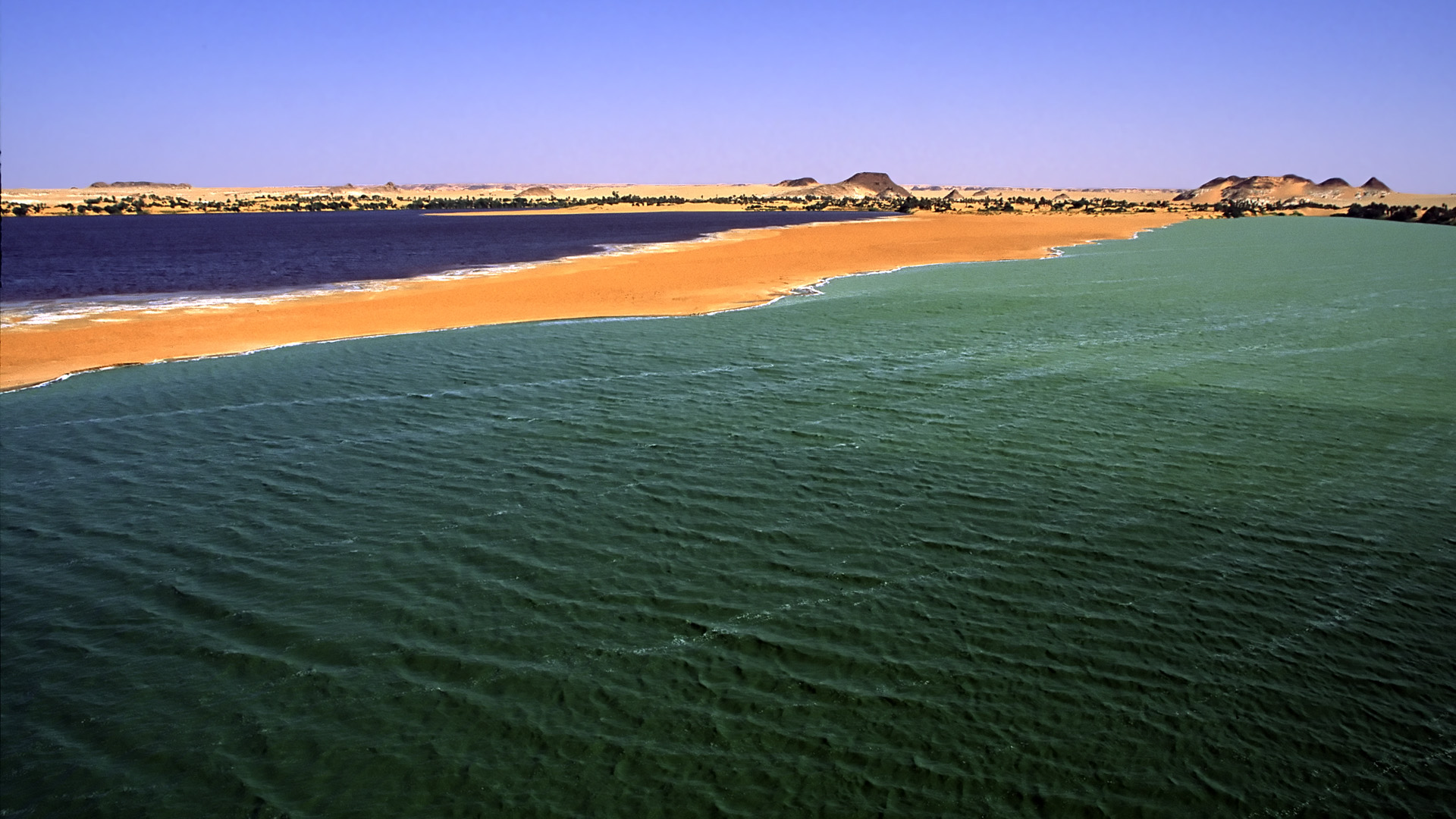
Jezero Katam (1998)
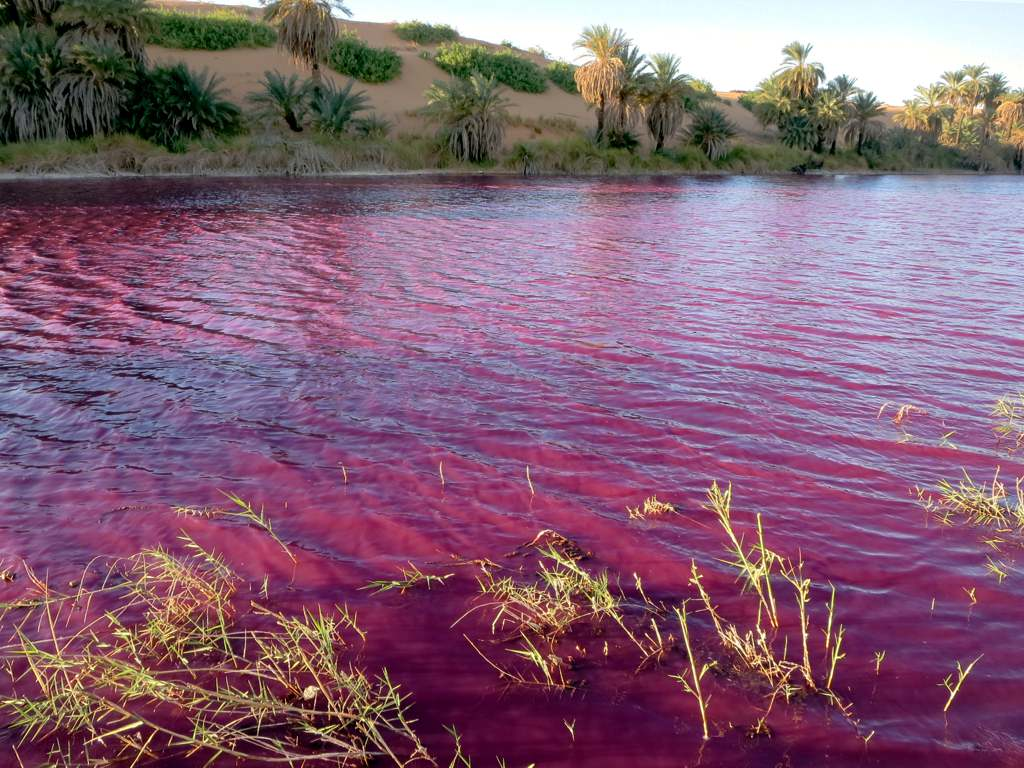
Jezero Motro (2015)
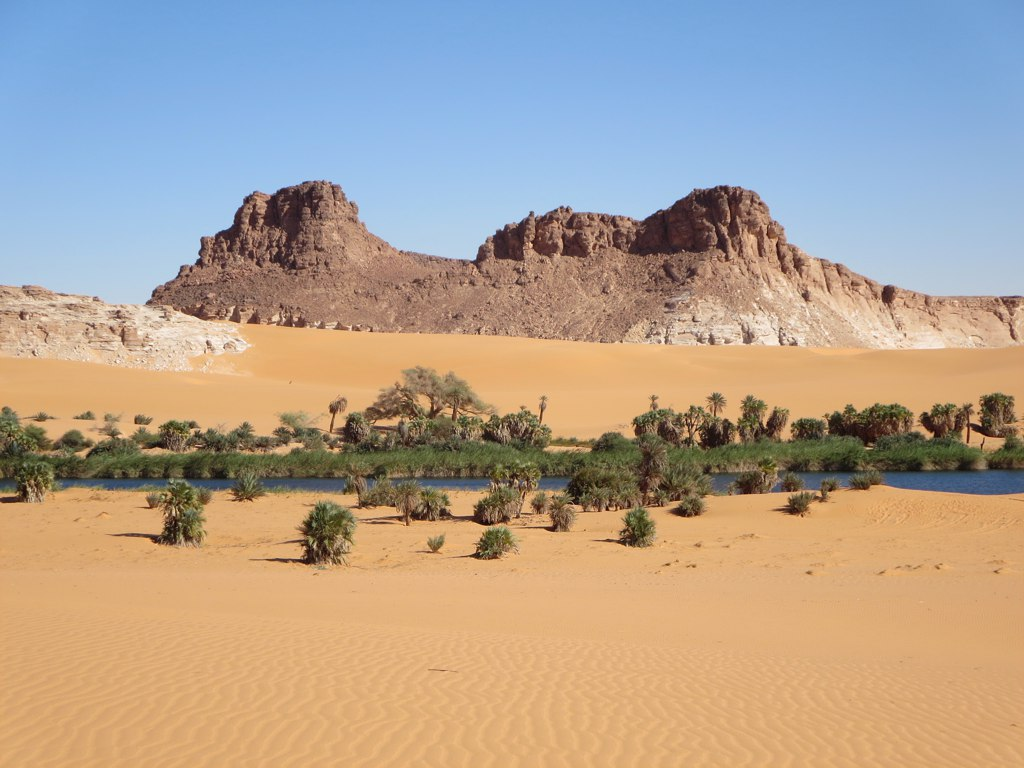
Jezero Boukkou (2015)